# 슈퍼맨의 하루
슈퍼맨의 하루(Chocopie)는 한국에서 제작된 이은천 감독의 2007년 드라마 영화이다. 유병선 등이 주연으로 출연하였다.

## 출연

### 주연
- 유병선
- 현다혜

## 제작진
- 프로듀서: 김하영
- 조명: 이상현
- 조감독: 최영주
- 녹음: 박윤서
- 미술: 정현철